# Juan de Badajoz il Vecchio
Juan de Badajoz il Vecchio (Badajoz, XV secolo – León, 3 agosto 1522) è stato un architetto spagnolo.

## Biografia

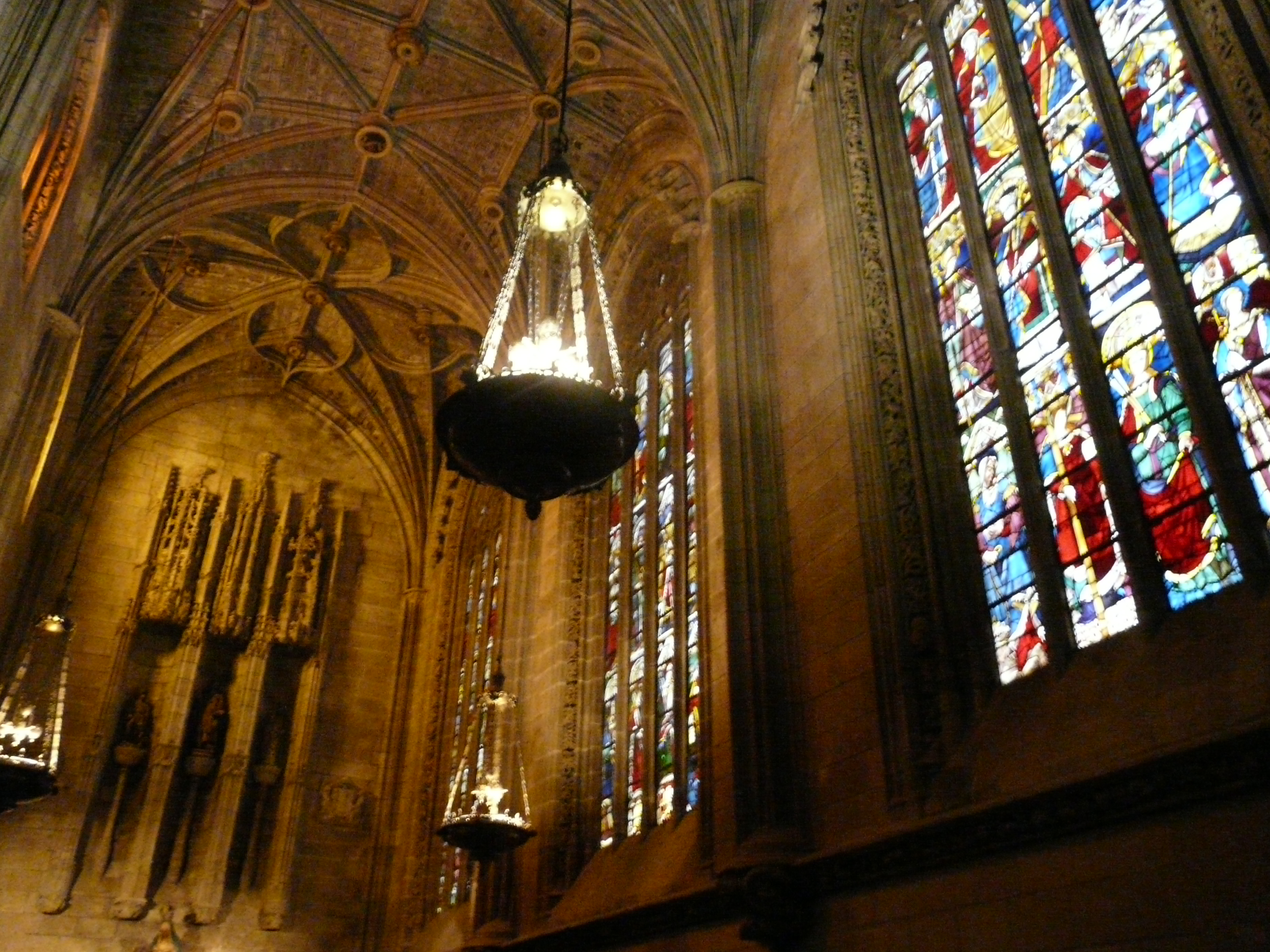
Cappella di Santiago della cattedrale di León

Juan de Badajoz il Vecchio nacque a Badajoz, nell'Estremadura.
Le sue opere aderirono allo stile tardo gotico.
Le notizie storiche informano che dal 1492 lavorò a León, dove ricevette la nomina di architetto ufficiale della cattedrale di León, realizzando gran parte dei lavori iniziati verso la fine del Quattrocento, dalla cappella di Santiago della cattedrale, alle opere della libreria, ordinata sul lato nord dell'edificio per ospitare la grande biblioteca del vescovo, illuminato e umanista, Alonso de Valdivieso (1486-1500).
Juan de Badajoz il Vecchio diresse la costruzione dei nuovi portali delle facciate e di altre parti dell'edificio nella stessa cattedrale, aiutato da validi intagliatori e artisti.
Fray Juan de Cusanza (detto anche Juan de León) fece demolire la cappella romanica della Basilica di San Isidoro de León per costruire quella attuale, i cui lavori iniziarono nel 1513 sotto la guida di Juan de Badajoz.
Tra gli altri lavori di Juan de Badajoz il Vecchio si possono menzionare la cupola della cattedrale di Orense, il portico della facciata e il progetto della torre gotica della cattedrale del Santo Salvatore di Oviedo (1508).
Il suo prestigio era talmente grande, che venne interpellato, nel 1512, per i progetti e i lavori riguardanti la nuova cattedrale di Salamanca.
L'anno seguente viaggiò da Granada a Siviglia con Juan Gil de Hontañón e Juan de Álava per studiare il progetto e i lavori per la  grande cappella della cattedrale di Siviglia.
Nel 1522, supervisionò i lavori della nuova cattedrale di Salamanca con Francisco de Colonia.
Alla sua morte, nel 1522, suo figlio, Juan de Badajoz il Giovane, gli succedette in molte delle opere che aveva iniziato, soprattutto come architetto della cattedrale di León.

## Opere

### Cattedrale di León
- Cappella di Santiago;
- Biblioteca del vescovo Alonso de Valdivieso;
- Nuovi portali delle facciate.

### Altri lavori
- Basilica di San Isidoro di León;
- Cupola della cattedrale di Orense;
- Portico della facciata e il progetto della torre gotica della cattedrale del Santo Salvatore di Oviedo;
- Supervisione ai progetti e ai lavori della cattedrale di Salamanca;
- Supervisione ai progetti e ai lavori della cattedrale di Siviglia.